# 3-й Бабьегородский переулок
3-й Бабьегоро́дский переулок — переулок в центре Москвы в Замоскворечье, существовавший до 1939 года между 2-м Бабьегородским переулком и Крымской набережной.

## Происхождение названия
По одной из версий назван по местности «Бабий городок», известной с XVII—XVIII веков и названной, так как «берег здесь укрепляли сваями, вбивавшимися в землю с помощью баб — подвесных молотов из дерева или чугуна. Слово „городок“, происходит от слова „городить“, „огораживать“, что означало „укреплять“». По другой, менее достоверной версии в этом месте, «на берегу Москвы-реки татары выбирали себе полонянок». Согласно третьей версии «здесь якобы было укрепление, в котором оборонялись женщины от вражеского нападения», однако «сказание о бое здесь в 1382 году женщин, построивших „городок“, с татарами документами не подтверждается».

## История
Возник в конце XIX века при застройке огородов бывшей Панской слободы и вначале назывался Крымским. В начале XX века был переименован в 3-й Бабьегородский (по соседству с уже существовашим Бабьегородским переулком). Переулок и все окрестные строения ликвидировали в 1939 году в связи с тем, что на этом месте планировалось построить здание Академии Наук СССР по проекту Алексея Щусева, однако из-за войны этот план осуществлён не был. В конце 1980-х годов на этом месте создан Парк Искусств.